# Кастельгольм
Кастельгольм (швед. Kastelholm, фін. Kastelholma) — середньовічний замок на Аландських островах на півдні Фінляндії.

## Історія
Замок вперше згадується в літописах 1388 року, коли він перейшов у спадок данській королеві Маргарет від Бо Йонссона Гріпа. Вважається, що найстаріша частина замку датується XII століттям. Кастельгольм був побудований на невеликому острові, недалеко від морського шляху, який називали «брама до Фінляндії».
Спочатку це був просто кам'яна будівля, в оточенні стін 3-метрової товщини. Трохи пізніше додали вежу і оточили будівлю ровом. Згодом замок став резиденцією губернаторів. Серед них були такі відомі імена, як Сванте Нільсон, єпископ Хемінгуея, Ерік Юхансон (батько короля Густава Вази), Карл Кнутсон Бунд (губернатор Виборга в 1490-х роках, помер в Кастельгольмі в 1500 році).
У 1450-х роках замок був перебудований за наказом Нільса Голденштерна. Замок розширили, додали другий двір і додаткові захисні стіни. На початку XVI століття на фортецю було скоєно кілька нападів. У 1507 році Кастельгольм був узятий штурмом, розграбований і спалений данцями. У 1523 шведи відбили замок і повністю відновили. Шведський король Густав Ваза провів в ньому кілька місяців у 1556 році, і призначив свого сина Юхана на пост губернатора провінції.
У 1571 році Кастельгольм став в'язницею для брата Юхана, поваленого короля Еріка XIV. Клас Белке, один з лідерів громадянської війни на боці короля Сигізмунда III, став іншим відомим в'язнем замку. У 1599 року під час війни, Кастельгольм обложила армія герцога Карла, майбутнього короля Карла IX. Комендант замку, лейтенант Соломон Іль здав фортецю тільки після довгого обстрілу з корабельних гармат.
Пожежа у 1619 році завдала фортеці непоправної шкоди. Незважаючи на те, що в 1631 році замок знову відродили, його значення, як і значення всієї провінції, стало знижуватися. Деякий час він використовувався як в'язниця, але потім після пожежі в 1745 році від замку повністю відмовилися. Збережені в північному крилі будівлі, використовували як зерносховище до 1931 року, а обвуглені руїни поступово розібрали на будматеріали для будівництва в'язниці.
Реставрація Кастельхольм почалася в 1982 році. Через 7 років його відкрили для відвідувачів. Площа відносно невелика, старовинні інтер'єри не збереглися. Але стилістично внутрішнє оздоблення відновлено. У замку працює тюремний музей. Знахідки археологів представлені на спеціальній виставці. Щороку в околицях проходить середньовічний фестиваль.